# Birdie (Street Fighter)
Birdie is een personage dat in de jaren 80 werd bedacht door computerspellenfabrikant Capcom. Hij komt voor in de reeks gevechtsspellen van Street Fighter. Hij werd genoemd naar de golfterm "birdie". Eagle, een ander Engels personage uit de reeks, draagt eveneens de naam van een term uit de golfsport. Birdie kwam voor het eerst voor in de originele Street Fighter-game uit 1987, maar is vooral bekend van de Street Fighter Alpha-spellen.

## Voorkomen
NB, dit is een beschrijving van Birdies uiterlijk in de Street Fighter Alpha-reeks.
Birdie is een 216 cm lange, negroïde punker met een lederen jack en schoenen met een omhoogwijzende neus. Hij draagt verscheidene sieraden, namelijk ringen om zijn vingers, armbanden, een halsketting en oorbellen. Daarnaast heeft het personage een schakelketting om zijn onderarmen, een tatoeage van een rood hart boven zijn oor, puntige bakkebaarden en een geblondeerde hanenkam met daarin een groot rond gat. Birdie weegt 111 kg en zijn maten zijn: borst 156 cm, taille 102 cm, heupen 106 cm.

## Achtergrond
In eerste instantie was Birdie een professioneel worstelaar. Het personage werkte samen met Titanic Tim - een figuur uit Capcoms reeks van Saturday Night Slam Masters-computerspellen - als het tag team "500 Million Trillion Powers". Na zijn worstelcarrière ging Birdie het slechte pad op en nam hij deel aan straatgevechten om in zijn levensonderhoud te voorzien.
Dit leverde hem een uitnodiging op voor het eerste World Warrior-toernooi, dat werd uitgevochten in de computergame Street Fighter. Volgens het verhaal werd hij in dit spel verslagen door de Japanse karateka Ryu.
Ondanks zijn nederlaag had hij naam gemaakt, waardoor hij zich kon aansluiten bij Shadoloo, een criminele organisatie onder leiding van M. Bison. Birdie ging op zoek naar de Psycho Drive-machine, de bron van M. Bisons macht, in de hoop het te kunnen gebruiken om hem van zijn troon te stoten en zelf de baas te worden van Shadoloo. M. Bison hield Birdie echter in de gaten en gaf zijn lijfwacht Balrog de opdracht om Birdie om te brengen. Birdie overtuigde Balrog er op zijn beurt van om te helpen in de zoektocht naar de Psycho Drive, omdat het apparaat hun oppermachtig zou maken. Balrog stemde in, maar door zijn incompetentie werd het apparaat niet gevonden voordat het explodeerde.

## Citaten
- "I'm glad to be back!"
- "What made you think you could beat me?"
- "Still the best!"

## Wetenswaardigheden
- Birdies stem werd ingesproken door Wataru Takagi.
- Net als Adon en Gen uit het originele Street Fighter-spel werd Birdie gedeeltelijk opnieuw ontworpen voor de SF Alpha-reeks. Het opvallendste verschil is dat hij in het originele spel blank was.

Abel · 
Adon · 
Akuma · 
Alex · 
Balrog · 
Birdie · 
Blanka · 
Cammy · 
Charlie · 
Chun-Li · 
Cody · 
Crimson Viper · 
Dan · 
Dee Jay · 
Dhalsim · 
De Dolls · 
Dudley · 
Eagle · 
E. Honda · 
Elena · 
El Fuerte · 
Fei Long · 
Gen · 
Gill · 
Gouken · 
Guile · 
Guy · 
Hakan · 
Hugo · 
Ibuki · 
Ingrid · 
Juri · 
Karin · 
Ken · 
M. Bison · 
Makoto · 
Necro · 
Oni · 
Oro · 
Poison · 
R. Mika · 
Remy · 
Rolento · 
Rose · 
Rufus · 
Ryu · 
Sagat · 
Sakura · 
Sean · 
Seth · 
T. Hawk · 
Twelve · 
Urien · 
Vega · 
Yang · 
Yun · 
Zangief